# آيو إدبيري
آيو إديبيري من مواليد ( 3 أكتوبر 1995) هي ممثلة وممثلة كوميدية وكاتبة تلفزيونية أمريكية. لعبت دور الشيف سيدني أدامو في المسلسل الدرامي الكوميدي ذا بير منذ عام 2022، والتي فازت عنها بجائزة جولدن جلوب وجائزة إيمي برايم تايم .
عملت ادبيري أيضًا ككاتبة وممثلة صوتية في مسلسل فم كبير منذ عام 2020 وكتبت للمسلسل الكوميدي ( ما نفعله في الظلام ) في عام 2022. وفي عام 2023، أعربت عن أدوارها في سبايدر مان اكروس ذا سبايدر فيرس وفيلم صعود سلاحف النينجا المراهقون المتحولون: فوضى المتحول وكان لها أدوار بطولية في بعض الأفلام الكوميدية.

## حياتها المبكرة
ولدت إديبيري في بوسطن ، ولاية ماساتشوستس ، في 3 أكتوبر 1995، لأم بربادوسية وأب نيجيري. وهي الطفلة الوحيدة لهم، وقد نشأت في حي دورتشستر. عائلتها خمسينية ، وكانت تحضر بانتظام إلى الكنيسة مع والديها. أصبحت إديبيري مهتمة بالكوميديا لأول مرة من خلال فصل الدراما للصف الثامن، مما دفعها إلى الانضمام إلى نادي الارتجال في مدرسة بوسطن اللاتينية . التحقت بجامعة نيويورك ، حيث كانت تنوي في البداية دراسة التدريس قبل أن تحول تخصصها إلى الكتابة المسرحية. خلال سنتها الجامعية الأولى، بدأت في ممارسة مهنة الكوميديا، ومارستها في لواء المواطنين المستقيمين.
وقامت إديبيري بالحصول على الأصوات اللازمة الاشتراكيين الديمقراطيين. وهي كذلك تُعرف بأنها غريبة الأطوار.

## حياتها المهنية

### 2014-2021:
في عام 2014، شاركت إديبيري في إحدى حلقات مسلسل "عيوب". انطلقت إديبيري في مسارها المهني كممثلة كوميدية ارتجالية، حيث أبدعت في عروض الارتجال ضمن برنامج "القادمون التاليون" الذي عُرض على قناة كوميدي سنترال. انطلق بث سلسلتها الرقمية المكتوبة بعنوان "أيو وراشيل عزباءان" على نفس القناة في مايو 2020، حيث شاركت في كتابتها وأدت أحد الأدوار الرئيسية إلى جانب صديقتها وزميلتها الممثلة الكوميدية راشيل سينوت.
تشارك إديبيري في استضافة بودكاست يسمى ايكون قرافي مع Olivia Craighead والذي يتضمن مقابلات مع الضيوف في محادثة حول سماتهم الشخصية المشتركة. والبودكاست من إنتاج شركة فوريفر دوقز وصدر الموسم الثاني عام 2020.
وهي كذلك كاتبة تلفزيونية، كتبت لبعض المواسم من ذا رانداون مع Robin Thede على قناة ان بي سي. انضمت إديبيري إلى طاقم كتابة فم كبير في موسمة الرابع. بعد تنحي جيني سليت عن التعبير عن شخصية ميسي حتى يمكن لممثلة سوداء أن تلعب الدور، واخُتبرت إديبيري واختيرت كبديل في عام 2020. وظهرت كشخصية في نهاية الموسم الرابع من العرض. كانت كاتبة وممثلة في الموسم الثاني لديكنسون على أبل تي في + ، حيث عملت لأول مرة مع كريستوفر ستورر ، الذي قام بإنشاء ذا بير. لعبت دورًا مساعدا في فيلم مقتبس لرواية جينيفر ما بين لقاء وفراق.

### من 2022 إلى الأن
في عام 2022، اكتسب إديبيري شهرة أوسع كونها عضوة رئيسية في فريق سلاسل إف إكس على هولو ذا بير. كما حصلت على جائزة من جوائز الغولدن غلوب وجائزة الروح المستقلة وترشيحات من جوائز جوثام وجوائز اختيار النقاد لدورها في دور سيدني أدامو، طاهية شابة طموحة. كما فازت بجائزة جائزة الإيمي برايم تايم لأفضل ممثلة مساعدة في مسلسل كوميدي . أشادت الكاتبة لوسي مانجان بأداء إديبيري وأنها كانت رائعة في دورها.